# ヴァイオリンソナタ第38番 (モーツァルト)
ヴァイオリンソナタ第38番 ハ長調 K.403(385c)は、ヴォルフガング・アマデウス・モーツァルトが作曲した未完のヴァイオリンソナタである。K.55～K.61までの偽作（K.61はヘルマン・フリードリヒ・ラウパッハの作品）を除けば第30番である。

## 概要
前作第37番
と同様、詳しい作曲の動機は不明であるが、妻のコンスタンツェと一緒に演奏を楽しむために作曲されたと考えられている。1784年頃にウィーンで作曲されたといわれる。未完に終わったヴァイオリンソナタの中では最も完成に近く、自筆譜にはフランス語で「第1ソナタ、最愛の妻のために」と書かれていることから結婚した直後に作曲されたと推測される。
3つの楽章のうち、第3楽章が20小節の断片のままで終わっており、モーツァルトの死後マクシミリアン・シュタードラーによって補筆完成された。
未完であるため、演奏されることがほとんどない。

## 構成
3楽章の構成で、演奏時間は約12分。
- 第1楽章 アレグロ・モデラート
- 第2楽章 アンダンテ
- 第3楽章 アレグレット

第2楽章はデュナミークの転換や半音階進行、短調への傾斜を特徴とする。